# Cristal do Sul
Cristal do Sul es un municipio brasileño del estado de Rio Grande do Sul.
Se encuentra ubicado a una latitud de 27º27'14" Sur y una longitud de 53º14'47" Oeste, estando a una altitud de 369 metros sobre el nivel del mar. Su población estimada para el año 2004 era de 2.799 habitantes.
Ocupa una superficie de 96,814 km².
- Datos: Q1784929
- Multimedia: Cristal do Sul / Q1784929